# Fernando Muscat
Pour les articles homonymes, voir Muscat.
Fernando Muscat, né le 13 août 1911, à Tobed, en Espagne et mort le 20 octobre 2000, à Barcelone, en Espagne, est un ancien joueur espagnol de basket-ball. Il évolue au poste de pivot.

## Palmarès
- Finaliste du championnat d'Europe 1935